# Hadena cimelia
Hadena cimelia är en fjärilsart som beskrevs av Brandt 1938. Hadena cimelia ingår i släktet Hadena och familjen nattflyn. Inga underarter finns listade i Catalogue of Life.